# Bohuslav Karlík
Bohuslav Karlík (Praga, 25 de novembro de 1908 — Praga, 29 de setembro de 1996) foi um canoísta de slalom checo na modalidade de canoagem.

## Carreira
Foi vencedor da medalha de prata em C-1 1000 m em Berlim 1936.